# Referendum a Singapore del 1962
Il referendum a Singapore del 1962 si svolse nella Colonia di Singapore il 1º settembre 1962 in merito ai termini di integrazione dell'allora colonia britannica nella Federazione della Malesia.
L'opzione A, che prevedeva il più alto livello di autonomia, fu quella più votata (96% delle schede valide); peraltro, il 26% degli elettori ha espresso schede bianche o non valide, il che significa che l'opzione A è stata selezionata solo dal 71% di coloro che hanno partecipato al referendum ovvero dal 64% degli elettori registrati.

## Contesto
La Federazione malese divenne indipendente il 31 agosto 1957. Il primo ministro malese Tunku Abdul Rahman e il presidente Lee Kuan Yew decisero l'unificazione di Singapore nella federazione malese. Essendo tutti i partiti favorevoli all'unificazione in linea di principio, il 16 marzo 1961 il parlamento di Singapore deliberò di votare solo sulla modalità di unificazione.
La fusione con la Federazione della Malesia sviluppò una lotta politica interna tra il Partito d'Azione Popolare (PAP) e le forze avversarie, tra cui il Fronte Socialista, il Partito Liberal-socialista, il Partito dei Lavoratori, il Partito Popolare Unito e il Partito Popolare.
A Singapore, il PAP cercò la fusione con la Malesia sulla base del forte mandato ottenuto durante le elezioni generali del 1959, quando il partito ottenne 43 dei 51 seggi dell'Assemblea. Tuttavia, questo mandato fu messo in discussione quando il dissenso all'interno del partito ne portò alla scissione: nel luglio 1961, a seguito di un voto di fiducia al governo, 13 parlamentari del PAP furono espulsi dal partito per essersi astenuti. Successivamente, questi fondarono un nuovo partito d'ispirazione comunista oppositivo al colonialismo, il Fronte Socialista (Barisan Sosialis), riducendo la maggioranza del PAP nell'Assemblea legislativa a 26 dei 51 seggi.
Pur non essendo obbligato, il PAP al potere indisse il referendum, per chiedere al popolo la conferma del proprio mandato elettorale. Tuttavia, il Barisan Sosialis e i movimenti imperialisti  sostenerono che il popolo non avrebbe accettato la fusione, mentre il presidente Lee Kuan Yew era di parere opposto.
Il referendum non prevedeva la possibilità di opporsi alla fusione, perché nessuno aveva legittimamente sollevato la questione nell'Assemblea legislativa prima di allora. Tuttavia, i metodi furono discutibili: il referendum è stato quindi indetto per risolvere la questione, nel tentativo di decidere obiettivamente quale opzione fosse sostenuto dal popolo. La legittimità del referendum è stata spesso contestata dalla sinistra di Singapore, a causa della mancanza di un'opzione per votare contro la fusione.

### Consiglio di azione comune
Il 6 luglio 1962 il Consiglio di Azione Comune, fondato da 19 membri dell'Assemblea per bloccare la fusione e far naufragare il referendum, portarono la questione davanti al Comitato delle Nazioni Unite sul colonialismo, firmando un memorandum che condannava il referendum sulla base delle modifiche costituzionali proposte e per assicurare il suo diritto continuo a basi a Singapore e per proteggere la sua posizione economica privilegiata. Il CAC criticò anche i termini e la mancanza di una scelta oppositiva alla fusione nel referendum. Nel memorandum, il CAC concluse che il trasferimento di sovranità sarebbe stato contrario allo spirito e alla risoluzione della Dichiarazione dell'Assemblea generale delle Nazioni Unite sulla concessione dell'indipendenza ai paesi e ai popoli coloniali.

## Proposte
| Opzione | Simboli | Descrizione dello stato |
| ------- | ------- | --- |
| A       |         | 1. Autonomia di Singapore in materia di istruzione e lavoro; 2. Mantenimento del multilinguismo (lingue ufficiali: inglese, malese, mandarino e tamil, con aggiunta del cinese); 3. Rappresentanza di Singapore con 15 seggi nel Parlamento della Malesia. 4. Doppia cittadinanza: tutti i cittadini di Singapore diventerebbero automaticamente cittadini della Malesia. |
| B       |         | 1. Adesione alla Malesia come Stato Ordinario 2. Lingue ufficiali: inglese e malese 3. Rappresentanza nel parlamento malese in proporzione alla propria popolazione rispetto a quella della Federazione; 4. Cittadinanza: secondo quanto stabilito dal governo centrale.                                                                                                  |
| C       |         | 1. Fusione di Singapore nella Malesia a condizioni non meno favorevoli dei territori del Borneo del Nord e del Sarawak. 2. Cittadinanza: secondo quanto stabilito dal governo centrale. |

## Campagna
Fortemente contrario al referendum, il Fronte Socialista invitò al boicottaggio del referendum, chiedendo ai sostenitori di lasciare le schede in bianco per protestare contro il referendum "truccato": si registrarono così oltre 144.000 voti in bianco, pari ad oltre un quarto di tutti i votanti.  Questa mossa era stata però anticipata dal governo PAP al potere, inserendo una clausola che stabiliva che le schede bianche sarebbero state conteggiate come voti a sostegno dell'opzione maggiormente indicata dai voti validi, qualora non ci fosse stata la maggioranza assoluta, o comunque conteggiate per l'opzione A.
La campagna mediatica messa in campo da entrambe le parti fu estremamente accesa, molti dei leader di entrambe le parti trasmisero programmi radiofonici in diverse lingue.

## Quesiti
B) Sostengo la fusione completa e incondizionata di Singapore come Stato su base paritaria con gli altri undici Stati, in conformità con i documenti costituzionali della Federazione della Malesia.

C) Sostengo l'ingresso di Singapore nella Malesia a condizioni non meno favorevoli di quelle date ai territori del Borneo.»

## Risultati
| Scelta                                  | Voti    | %     |
| --------------------------------------- | ------- | ----- |
| Opzione A                               | 397.626 | 95,82 |
| Opzione B                               | 9.422   | 2,27  |
| Opzione C                               | 7.911   | 1,91  |
| Totale voti validi                      | 414.959 | 100   |
|                                         |         |       |
| Voti validi                             | 414.959 | 73,89 |
| Schede bianche                          | 143.077 | 25,48 |
| Schede nulle                            | 2.523   | 0,45  |
| Totali votanti                          | 561.559 | 100   |
| Elettori registrati/affluenza alle urne | 619.867 | 90,59 |
| Fonte: Democrazia Diretta               |         |       |

## Conseguenze
Sostenuto dal risultato ufficiale, il 9 luglio 1963 fu firmato l'Accordo sulla Malesia tra il Regno Unito, la Federazione della Malesia, il Borneo settentrionale, il Sarawak e Singapore. Singapore venne fusa con la Malesia il 16 settembre 1963, segnando la nascita della Malesia. Singapore ha cessato di essere uno stato della Malesia il 9 agosto 1965, quando venne dichiarata l'indipendenza dello Stato di Singapore, a causa di controversie politiche, economiche e razziali.